# Manuel-François de Portugal
Manuel-François de Portugal, né le 3 août 1697 à Lisbonne et mort le 3 août 1766 à Quinta de Belas, est un prince portugais.

## Biographie
Fils du roi Pierre II de Portugal et de sa seconde épouse Marie-Sophie de Neubourg, il est fait comte d'Ourém.
À l'âge de 18 ans, il s'embarque en secret dans un navire anglais à destination des Pays-Bas. Son frère, Jean V de Portugal lui ordonne de rentrer, mais il désobéit, voyageant en France et en Allemagne.
En août 1716, il offre ses services au prince Eugène de Savoie, qui combat contre les Turcs en Hongrie et participe à la Bataille de Peterwardein où il est blessé. Il participe à la suite de la campagne qui amène à la prise de Belgrade et au Traité de Passarowitz. Il est alors maréchal de camp de l'armée autrichienne.
Il voyage de cour en cour, menant une vie de plaisir qui inspire de nombreux écrivains de l'époque. En 1728, il est parmi les candidats pour la main de la princesse polonaise Marie-Sophie Sieniawska (qui épousera le prince Czartorysky). En 1733, il est le candidat des Russes et des Autrichiens à l'accession au trône de Pologne, via le traité des trois aigles noires, cependant la couronne de Pologne revient au prince Auguste de Saxe.
Il retourne ensuite au Portugal et y passe ses dernières années, menant une vie sociale très active, entouré d'une cour d'écrivains et d'artistes.

## Sources
- Nizza da Silva, Maria Beatriz (2009). Reis de Portugal: D. João V (in Portuguese). Lisbon: Temas & Debates.
- Généalogie des rois et des princes de Jean-Charles Volkmann Edit. Jean-Paul Gisserot (1998)